# Plexippoides szechuanensis
Plexippoides szechuanensis är en spindelart som beskrevs av Dmitri Viktorovich Logunov 1993. Plexippoides szechuanensis ingår i släktet Plexippoides och familjen hoppspindlar. Inga underarter finns listade i Catalogue of Life.